# Groß-Enzersdorf
Groß-Enzersdorf – miasto w Austrii, w kraju związkowym Dolna Austria, w powiecie Gänserndorf. Według Austriackiego Urzędu Statystycznego liczyło 10 033 mieszkańców (1 stycznia 2014).